# Сар (замък)
Кралският замък на Сар (на италиански: Castello Reale di Sarre, на френски: Château royal de Sarre) е замък в Регион Вале д'Аоста, Северна Италия, разположен в местността Лалекс, Община Сар. Тук се съхраняват кралските колекции и замъкът е дом-музей на Савойската династия.
Сградата в сегашния си вид датира от началото на 18 век, но квадратната кула свидетелства за съществуването на предишна структура, датираща от 11 – 12 век под властта на могъщите господари на Бар. През 18 век адвокатът Жан-Франсоа Феро става барон на Сар и превръща примитивния замък в грандиозна резиденция, заобиколена от градина, поддържана от тераси.
Първият крал на Италия Виктор Емануил II Савойски избира този замък на канарата, доминиращ равнината на Вале д'Аоста, за своя ловна хижа в региона. Резиденцията е използвана и от неговите наследници, по-специално от неговия син Умберто I като щаб за експедиции за лов на алпийски козирози в кралските резервати, разположени в близките долини Коне, Рем и Валсаваранш – територии на Националния парк „Гран Парадизо“ от 1922 г. Кралската ловна страст е неразривно свързана със сградата: рога и трофеи се сливат с декорациите на залата и прилежащата ѝ галерия. С течение на времето от ловна хижа замъкът става ваканционна вила.

## История
Новините за укрепен дом или може би за обикновена кула, охраняваща територията, има още от 13 век. През 1242 г. сградата е място на важна среща между граф Амадей IV Савойски и Годфроа I дьо Шалан, за да се договорят как да се противопоставят на бунта на Хю дьо Бар, господар на мястото. Този съюз постановява възлагането на замъка на неговия племенник Жак дьо Бар, чужд на бунта, а заедно с това и титлата „Граф на Сар“ – династия, на която той става родоначалник. След като потомците на Сар изчезват, през 1364 г. граф Амадей VI Савойски предоставя феода и анексираната крепост на Анри дьо Кар. След смъртта на Анри през 1377 г. замъкът се връща на Савоя, които го поверяват едва през 1405 г.  на новия феодал Тибо дьо Монтани. Оттогава собственици на имението са няколко семейства, сред които това на барон Женев-Люлен и семействата Лешо, Ла Крет, Ронкас и Рапе.
През 1708 г. замъкът е закупен от Жан-Франсоа Феро от Арвие (1662 – 1730) – амбициозен адвокат и индустриалец, забогатял от военни доставки и от експлоатацията на медните мини в Оломон. За да демонстрира богатството си, той нарежда замъкът да бъде напълно преустроен, придавайки му сегашния вид, запазвайки само кулата от преустройството. Въпреки това през 1730 г., след икономическия колапс, който засяга Феро, ипотеката върху замъка позволява на предишните собственици – законните наследници от семейство Рапе, отново да влязат във владение на имението. По-късно имотът преминава у Никол дьо Бар и впоследствие у сем. Жербор.
Замъкът става собственост на Савоя през 1869 г. с крал Виктор Емануил II, който го купува, приемайки и титлата „Граф на Сар“. Той поръчва по-нататъшни разширения, издигането на централната кула и изграждането на конюшните, с намерението да превърне замъка в една от основните си сезонни резиденции, посветени на лова – неговата добре известна страст. Кралят ловец често посещава замъка поради важните ловни пътувания в близките долини Коне, Валсаваранш, Вал ди Рем – територии, които тогава са част от неговия личен ловен резерват,а които понастоящем са част от огромната зона на Националния парк „Гран Парадизо“.
Замъкът е много популярен и при неговия наследник Умберто I, който го украсява с множество ловни трофеи, видими в галерията с трофеите и в музейната колекция. Съпругата му кралица Маргарита отсяда в замъка само веднъж през лятото на 1880 г. и впоследствие предпочита да остане в близкия Замък „Савоя“, който е построила близо до Гресоне Сен Жан.
Редовни посетители на Сар са и принцът на Пиемонт и впоследствие последен крал на Италия Умберто II – брат на Йоанна Българска, и съпругата му Мария-Жозè Белгийска, които, след като модернизират залите през 1935 г., използват замъка като сезонна резиденция за престои, посветени на техните многобройни планински излети. Първата ваканция на Умберто в Сар датира от 1916 г. с майка му Елена Петрович-Негош и сестрите му Йоланда и Мафалда. Той се завръща там на медния си месец с Мария-Жозе през 1930 г., отправяйки се към Курмайор. От 1936 до 1942 г. Мария-Жозе прекарва там всяко лято с децата си и го използва като отправна точка за алпинистките си походи (като изкачването на Матерхорн). Умберто се присъединява към нея, когато може. След примирието от 8 септември 1943 г., за да избегне пленяването си от германците, Мария-Жозе намира убежище в замъка и организира бягството си в Швейцария. След освобождението, на 29 април 1945 г. тя се завръща в Сар. След институционалния референдум от 2 юни 1946 г. Умберто II заминава в изгнание, приемайки титлата „Граф на Сар“ в памет на щастливите моменти, прекарани в замъка.
Оставайки собственост на Савоя до 1972 г., замъкът е закупен от Италианската държава, която през 1989 г. го поверява на Регион Вале д'Аоста, за да бъде подложен на дълга реставрация, преди да бъде отворен за обществеността. Днес Кралският замък в Сар представлява важно свидетелство за кралското семейство във Вале д'Аоста, и е пазител на многото ловни и туристически спомени на Савоя.

## Описание

### Екстериор
Съставена от масивно надлъжно тяло, което гледа към хълм с тераси с изглед към Автомагистрала A5 за Монблан, структурата се характеризира с висока назъбена кула с правоъгълна основа с кръстосани прозорци, която се издига в центъра на конструкцията. Сградата е на три етажа и има хомогенна каменна облицовка, доста подобна на тази на много други замъци в региона. До основното тяло, но в рамките на стените, които обграждат цялата съответна зона, има малък еднокорабен кралски параклис, характеризиращ се със скромни декорации и олтар, ясно вдъхновен от Барока. Задната фасада на замъка гледа към голям тревист двор, ограден от две пътеки от двете страни и от структурата на конюшните, поръчана от крал Виктор Емануил II. Кулата е повдигната и се отварят големи панорамни прозорци, а интериорът е обзаведен с мебели от други савойски резиденции. По нареждане на краля кралският архитект Матео Черато започва да работи по адаптирането на структурата към новите ѝ функции, наред с други неща чрез изграждането на конюшня, кучкарник, гараж за автомобили и складове за храна и оръжия. 

### Интериор
На приземния етаж първоначално се помещават Апартаментът на престолонаследника, Апартаментът на пазача и трапезария, свързана с кухнята, килера и мазето на сутерена. От 1989 г. тези зали на приземния етаж могат да се посещават свободно и са посветени на постоянната изложба на Савойската династия и на сервизните помещения.
На първия етаж все още се помещават залите, част от Кралския апартамент, който с помощта на някои оригинални мебели и щателно възпроизведени тъкани според описите от 1890 г., открити в Историческия архив на Торино, представя жилищното измерение на епохата на Умберто I. Най-характерната среда са Галерията и Салонът с ловни трофеи, чийто уникален декоративен апарат, изискан от крал Умберто I, е направен от стотици рога на алпийски козирози, съчетани с флорални декорации, изрисувани по стените, подобно на направеното в съседната зала със същото име. Използвани са 3612 единични или чифтни рога, които съответстват на 1019 алпийски козирози и 787 диви кози.

На втория етаж първоначално се намират спалните за изтъкнатите гости, но сегашното оформление реконструира залите, обзаведени според нуждите на последните суверени, които посещават замъка между 1935 и 1946 г., включително и тяхната малка колекция от картини на италиански художници от 19 и 20 век.
- Приземен етаж
- Приземен етаж
- Снимки на приземния етаж (вляво: Сватбата на Борис III и Йоанна в Асизи)